# Mixteca-Puebla-Stil
Mixteca-Puebla-Stil, auch Codex-Stil, bezeichnet einen mesoamerikanischen Kunststil der späten Postklassik (ca. 1400 bis 1520). Er ist nicht mit dem Codex-Stil der Maya aus dem Mirador-Becken in El Petén, der während der dortigen Spätklassik (ca. 600 bis 900) gefertigt wurde, zu verwechseln.
Der Mixteca-Puebla-Stil nimmt seinen Ursprung in den Städten im Hochbecken von Oaxaca. Nachdem die Mixteken dort die Zapoteken als Herrscherkultur abgelöst hatten, brachte die Dualität beider Kulturen den Mixteca-Puebla-Stil hervor. Die Mixteken sind vor allem berühmt für ihr Kunsthandwerk. Hier sind insbesondere die Codices der Borgia-Gruppe, eine polychrome Keramik und diverse Mosaike zu nennen, bei denen der Mixteca-Puebla-Stil Anwendung fand.
Die Azteken übernahmen die künstlerischen Fertigkeiten der Mixteken. Das Handels- und Kulturzentrum Cholula mit seiner bedeutenden Töpfereiproduktion, wurde unter ihrer Herrschaft Hauptzentrum des Mixteca-Puebla-Stil. von dort wirkte der Einfluss auch bis ins nördliche Yucatán, wo erhaltene Reste von Stein- und Stuckplastik sowie Malerei in Ich Paa deutliche Einflüsse des große Teile Mesoamerikas erfassenden Mixteca-Puebla-Stils zeigen.
Der Mixteca-Puebla-Stil zeichnet sich durch eine starke Feingliedrigkeit und Vielfarbigkeit aus.

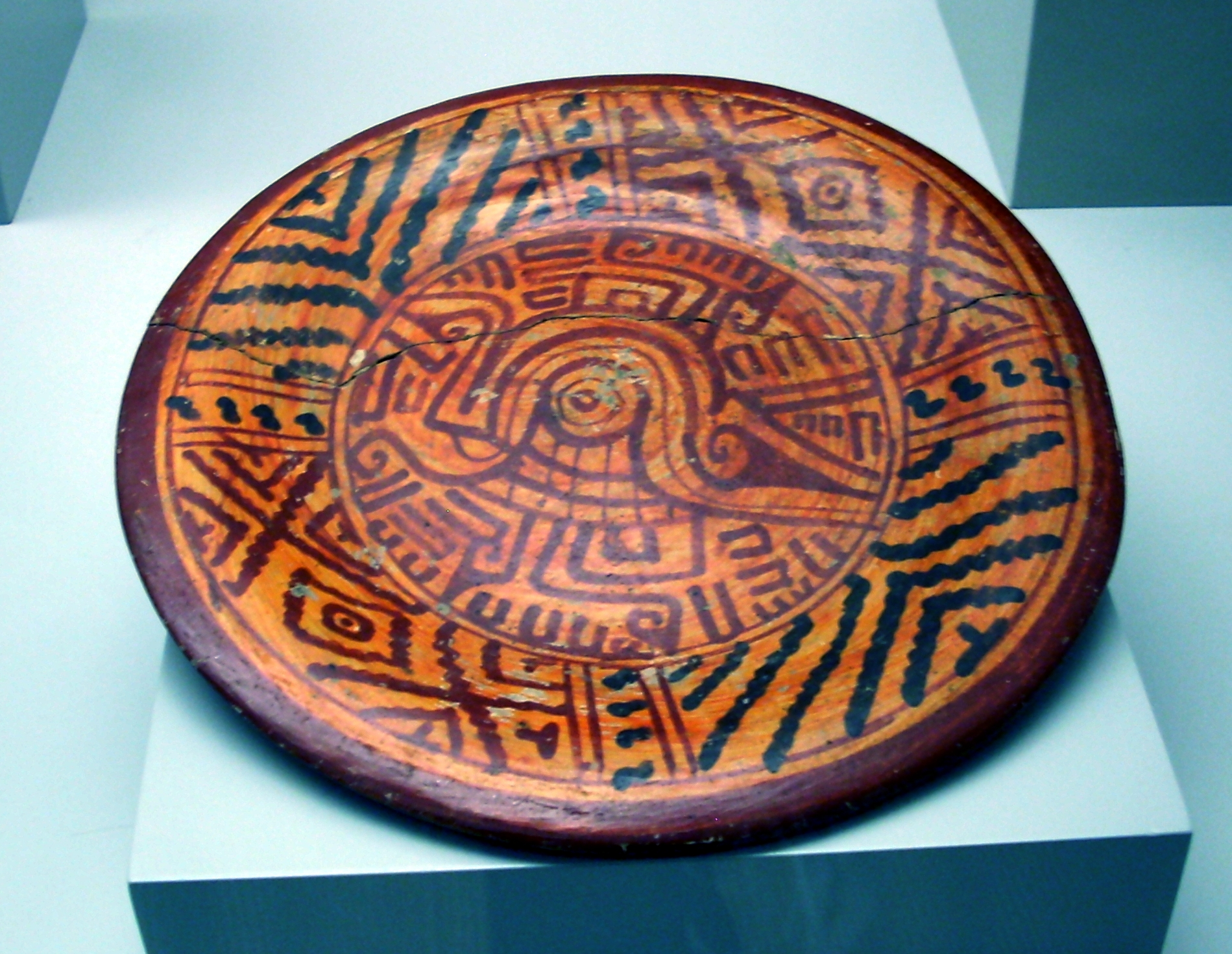
Teller
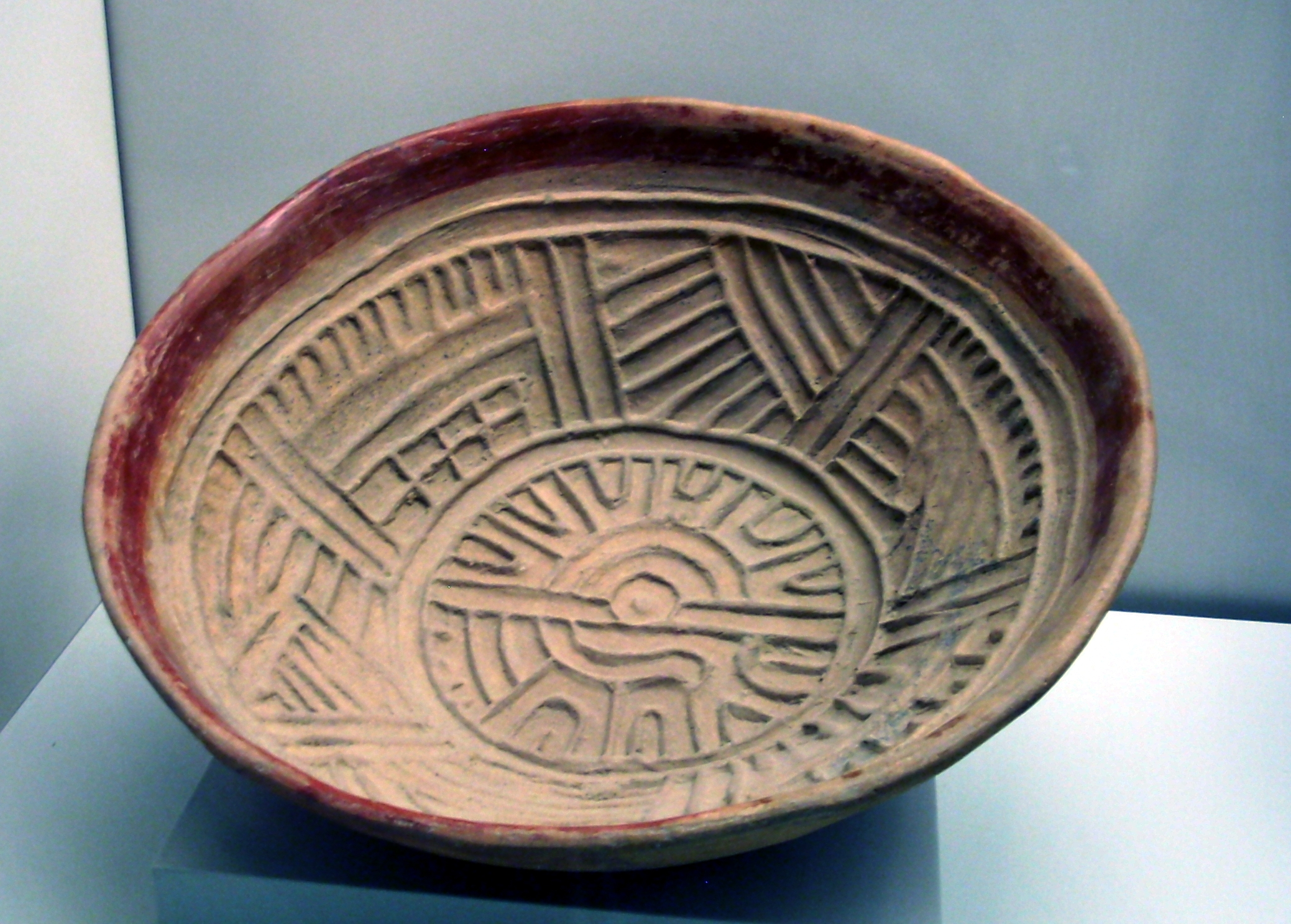
Schale
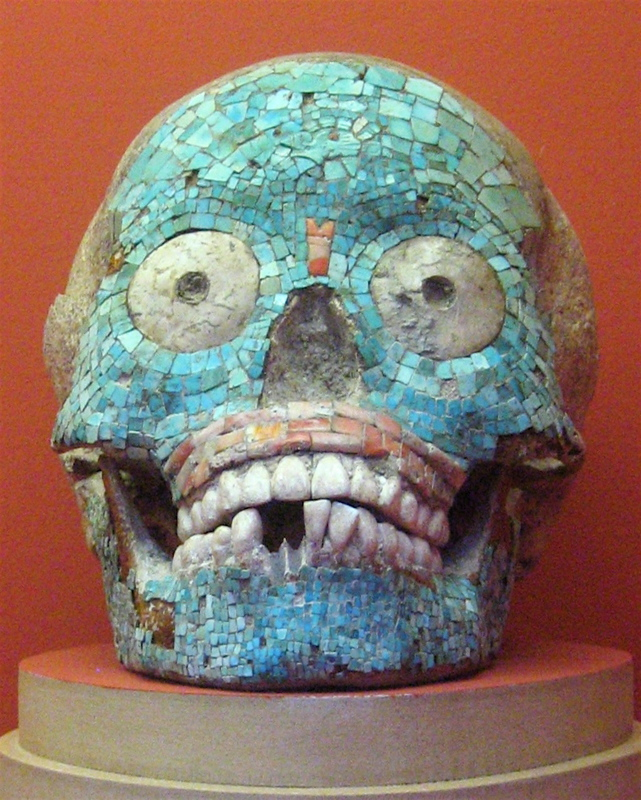
Mosaik Maske
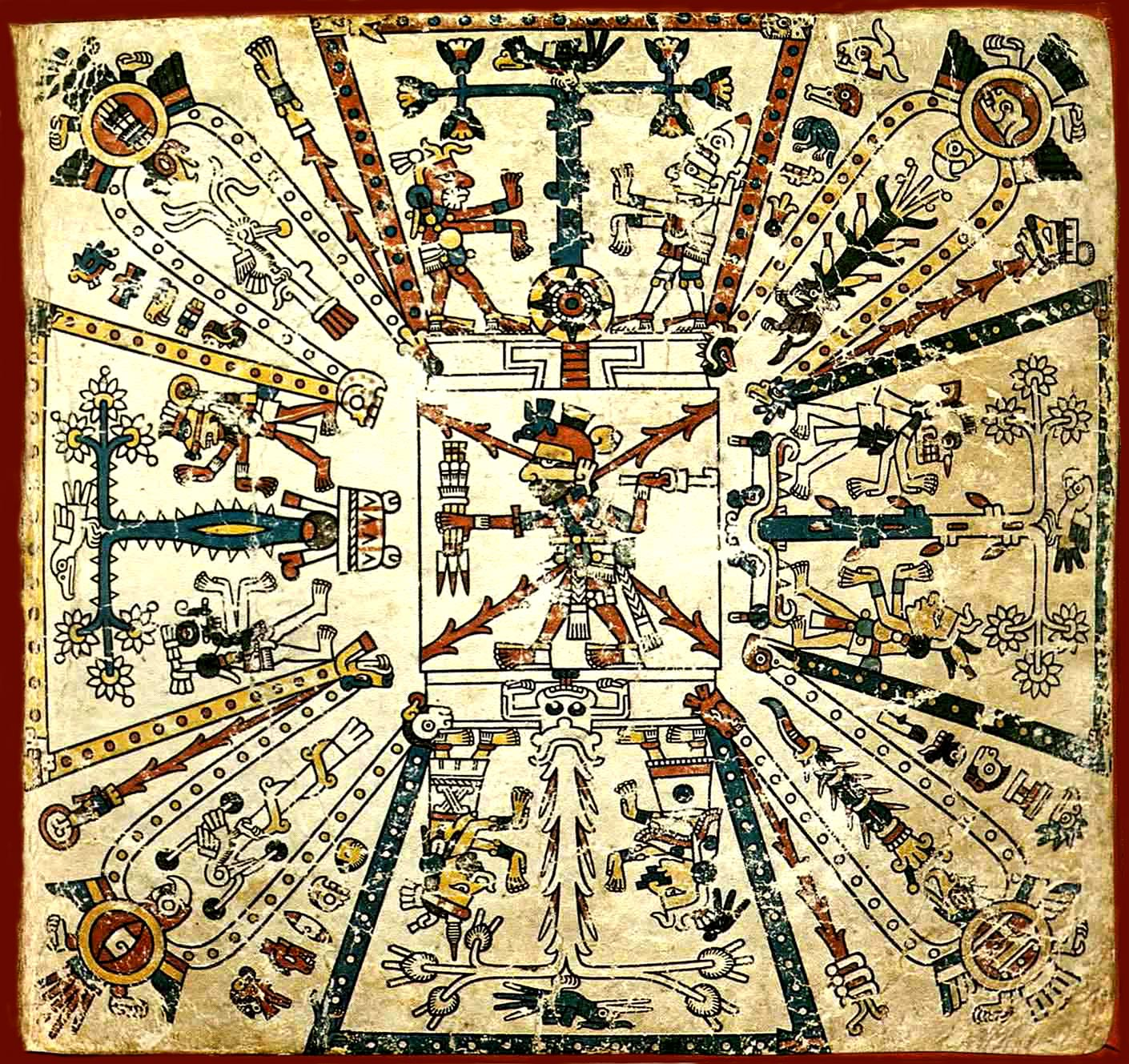
Seite des Codex Fejérváry-Mayer
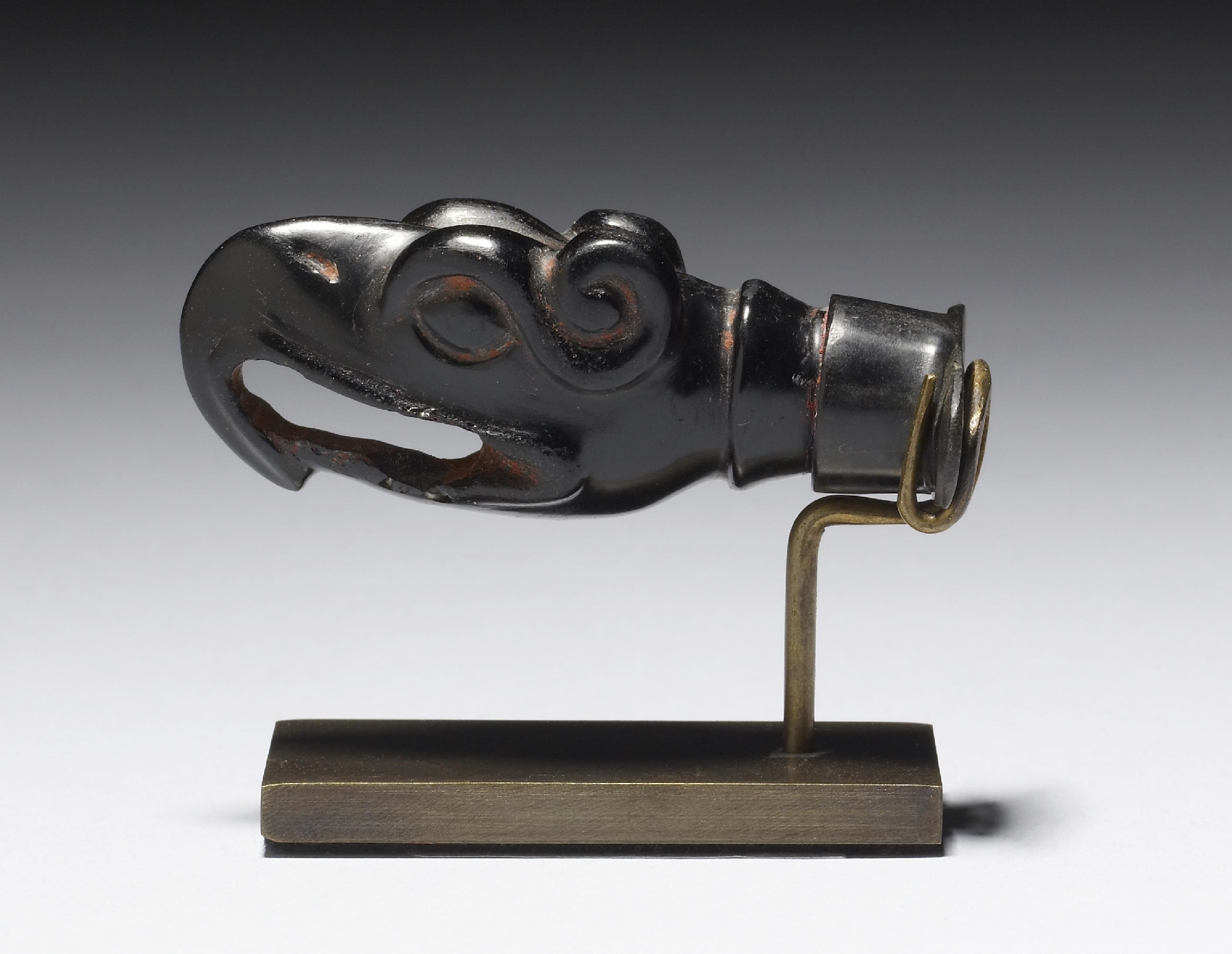
Labret-Stecker

Mit der Auslöschung der indigenen Kulturen durch die Spanier fand auch der Mixteca-Puebla-Stil ein jähes Ende.